# Walter Rupp (Geistlicher)

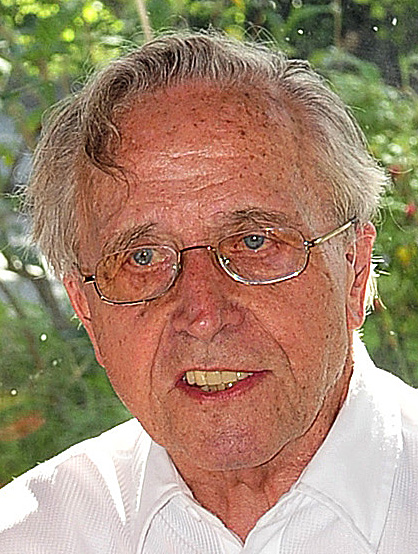
Walter Rupp, 2010

Walter Rupp SJ (* 29. September 1926 in Würzburg; † 14. Januar 2025 in München) war ein deutscher Jesuit.

## Leben
Nach dem Abitur am humanistischen Gymnasium, Kriegseinsatz, Verwundung und amerikanischer Gefangenschaft trat er 1946 in den Jesuitenorden ein. Nach der  Priesterweihe 1957 und dem Abschluss des Studiums der Philosophie und Theologie 1960 wurde er 1960 Jugend- und Studentenseelsorger und war von 1974 bis  2004 Akademikerseelsorger und Leiter des Akademiker-Centrums München.
Er war Schriftsteller und freier Mitarbeiter beim Bayerischen Rundfunk: Gedanken zum Tag und Katholische Welt.
Seit 2020 lebte er in der Seniorenkommunität Pedro Arrupe der Jesuiten in Unterhaching.

## Auszeichnungen

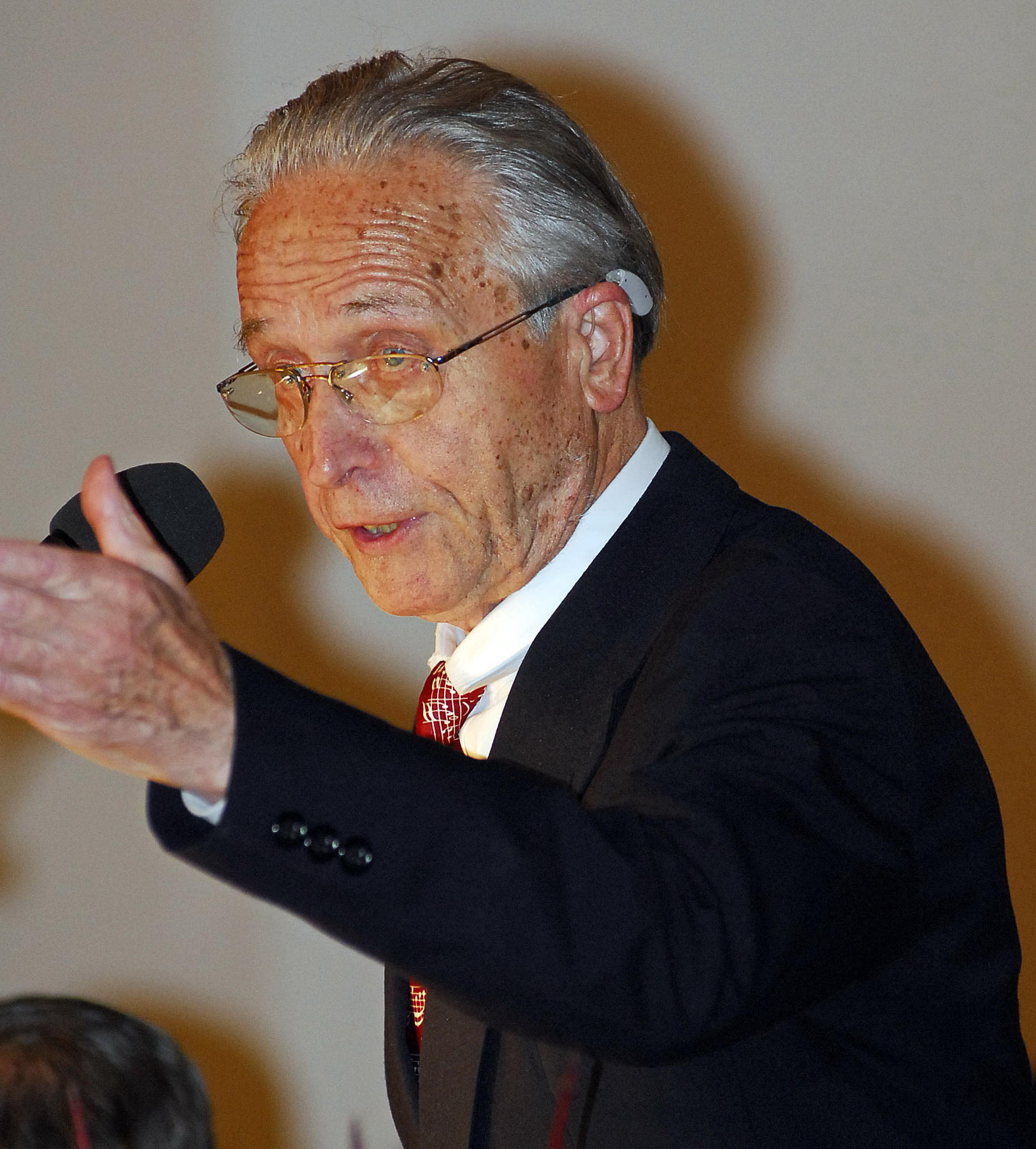
Walter Rupp, Bayerischer Poetentaler, 2006

- 2006: Bayerischer Poetentaler der Münchner Turmschreiber

## Schriften (Auswahl)
- 1972: Eltern heute. Mit der Jugend konfrontiert. Tyrolia-Verlag/Echter-Verlag, Innsbruck/Wien/München/Würzburg, ISBN 3-7022-1068-7
- 1985: Erstaunliche Gleichnisse. Das Himmelreich ist wie . Verlag Styria, Graz/Wien/Köln, ISBN 3-222-11607-5
- 1986: Friedrich von Spee. Dichter und Kämpfer gegen den Hexenwahn (= Topos-Taschenbücher. Band 156). Matthias-Grünewald-Verlag, Mainz, ISBN 3-7867-1233-6
- 1986: Jesuiten-Spiegel. Ein amüsantes Lesebuch. Verlag Styria, Graz/Wien/Köln, ISBN 3-222-11967-8
- 1998: Eigensinnige Gedankensprünge. Aphorismen. EOS-Verlag, St. Ottilien, ISBN 3-88096-271-5
- 2008: Lauter ironische Geschichten. Turmschreiber Verlag, Pfaffenhofen, ISBN 978-3-938575-04-8
- 2009: Kreuz- und Quergedanken, Turmschreiber Verlag, Husum, ISBN 3-938575-14-X
- 2010: Fabeln, Fabeleien und Märchen, Turmschreiber Verlag, Husum, ISBN 978-3-938575-20-8
- 2011: Hieb- und Stichelsätze, Novum Verlag, München, ISBN 3-99003-055-8
- 2015: Mails aus dem Jenseits, Neobooks Verlag, ISBN 978-3-85040-237-8
- 2019: Radio Vatikan, Turmschreiber Verlag, Husum, ISBN 3-938575-52-2